# Pura Ramos
Pura Ramos Unamuno (Madrid, 1931) es una periodista española, una de las primeras mujeres en ejercer el periodismo en España.

## Trayectoria
Ramos nació en Madrid en 1931. Estudió periodismo en la Escuela Oficial de Periodismo y se licenció en Historia del Arte.
Comenzó su carrera profesional en el diario Pueblo en 1952, como auxiliar de redacción, a la vez que cursaba estudios de periodismo, siendo una de las primeras mujeres en ejercer dicha profesión en España. Trabajó también en el diario Informaciones, donde coincidió con su marido, Jesús de la Serna.
Fue taquígrafa de crónicas de fútbol y compañera de otras pioneras como Pilar Nervión (con la que coincidió en el diario Informaciones), Josefina Carabias o la fotógrafa Joana Blarnés. Entre 1989 y 1996, Ramos fue la directora de comunicación del Museo del Prado. También ha colaborado con la revista Ars Magazine.

## Reconocimientos
Es una de las periodistas que aparecen en la obra Voces de mujeres. Periodistas españolas del siglo XX nacidas antes del final de la Guerra Civil (2020), libro de Bernardo Díaz Nosty que recupera a las pioneras del periodismo.
En enero de 2021, Ramos recibió un homenaje por parte de la Asociación de la Prensa de Madrid (APM).